# Nika sa Samotrake
Nika sa Samotrake (Krilata pobjeda), djelo nepoznatog autora (vjerojatno Pitokritos s Rodosa), je najveće i najuspješnije djelo helenističkog razdoblja. Podignuta je oko 190. pr. Kr. u slavu zajedničke pomorske pobjede Pergama, Rimljana i Rodosa nad sirijskim vladarom Antiohom III. (189. – 182. pr. Kr.). Danas se nalazi na počasnom mjestu glavnog stubišta muzeja Louvre u Parizu.
Ovaj mramorni kip visok 2,4 metra prvobitno je stajao na otoku Samotraci i to na postolju izvedenom u obliku brodskog pramca. Boginja je prikazana s krilima koje drži potpuno raširenima iza svog tijela tako da izgleda kao da u njih puše vjetar, ima i izrazito složeno rađenu draperiju koja se doima tako tankom da otkriva dijelove tijela ispod.
Položaj figure je takav da podsjeća na figure s pramca broda, a pokret volumena je usmjeren u različitim smjerovima. Najintenzivnija je iz profila; prednja dijagonala torza savija se usprkos vjetru, a dinamičnost kompozicije pojačana je iskorakom desne noge, pokretom lijeve noge i krilima koji su ostali straga. 
Komplicirani pokret naglašava dinamična površina, tj. masivni nabori koji vijugaju preko cijelog tijela koji su stupnjevani od neznatnih nabora označenih ispredkidanim linijama do visokih izbočenja koja imaju vlastitu površinu, onovno mnogostruko naboranu. To dovodi do jakih sukoba svjetla i sjene koji izražavaju sam sukob volumena i prostora. Ovaj sukob je u kontrastu s iluzijom prozirnosti tkanine u predjelu torza.
Obradom površine umjetnik je inzistirao na svojstvima onoga što prikazuje – mekoći tijela, lepršavosti, tankoći tkanine, potpuno negirajući tvrdoću materijala i statičnost skulpture, dajući joj neviđenu živost.
Ovakav kiparski tretman neće biti ostvaren sve do kiparstva baroka u 17. stoljeću.
Danas skulpturi nedostaje glava, dok su lijevo krilo, desna starna grudi i postolje novi.
Pri izradi zaštitnog znaka (logo) sportske marke „Nike, inc.“ 1971., popularni Swoosh, dizajnerica Carolyn Davidson se poslužila upravo obrisima ove skulpture.

## Poveznice
- Kiparstvo stare Grčke
- Umjetnost stare Grčke